# 索科伊·奥洛约什
索科伊·奥洛约什（匈牙利語：Szokoly Alajos，匈牙利語發音：[ˈɒlɒjoʃ ˈsokoji]，1871年6月19日—1932年9月9日）是代表匈牙利的斯洛伐克運動員，體育組織者，體育經理，檔案管理員和醫師。
謝克斯參加了1896年夏季奧運會，並在100米比賽中獲得了銅牌。在同一年，他還贏得了的第一屆匈牙利田徑錦標賽100碼冠軍。